# Uranius Fossae
Uranius Fossae és una estructura geològica del tipus fossa a la superfície de Mart, situada amb el sistema de coordenades planetocèntriques a 28.6 ° de latitud N i 271.41 ° de longitud E. Fa 394.11 km de diàmetre. El nom va ser fet oficial per la UAI l'any 1985 i pren el nom d'una característica d'albedo.